# Biovetenskapliga fakulteten vid Köpenhamns universitet

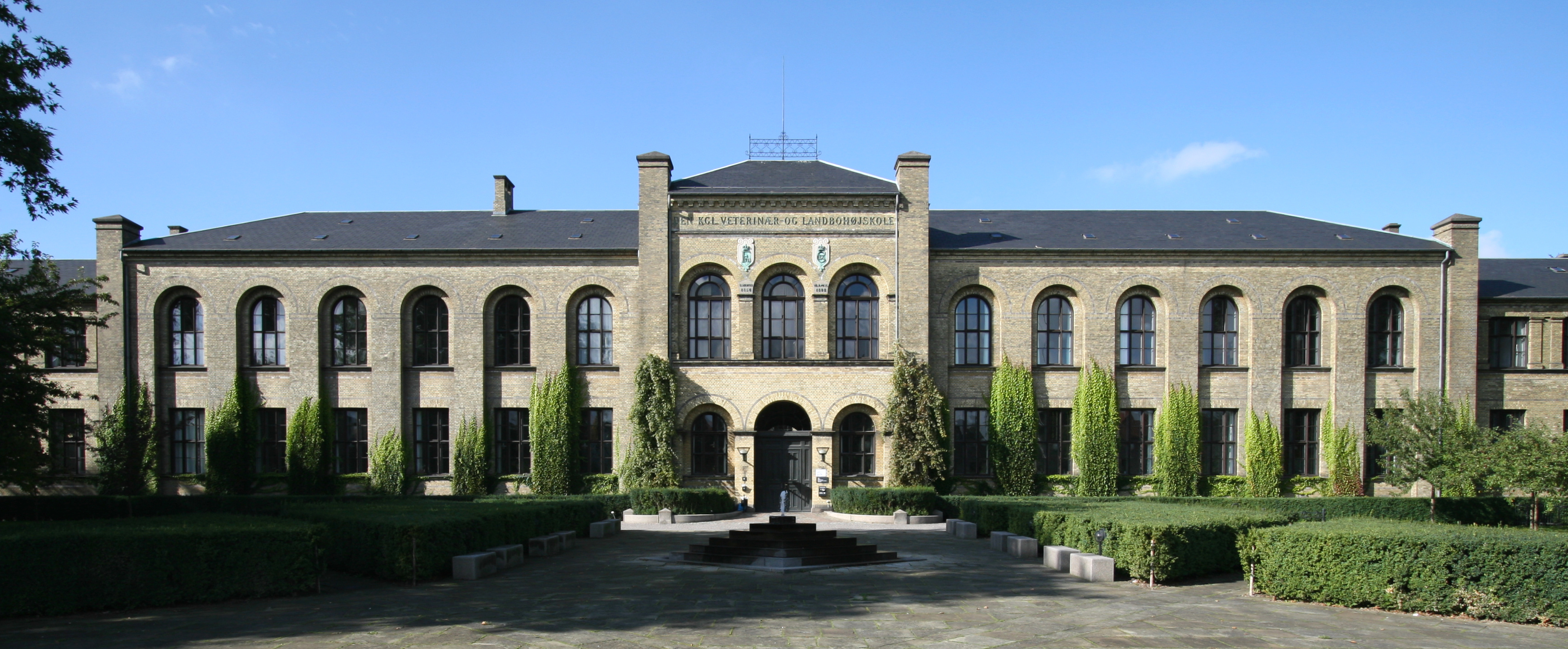
Frederiksberg Campus,
Københavns Universitet, Bülowsvej

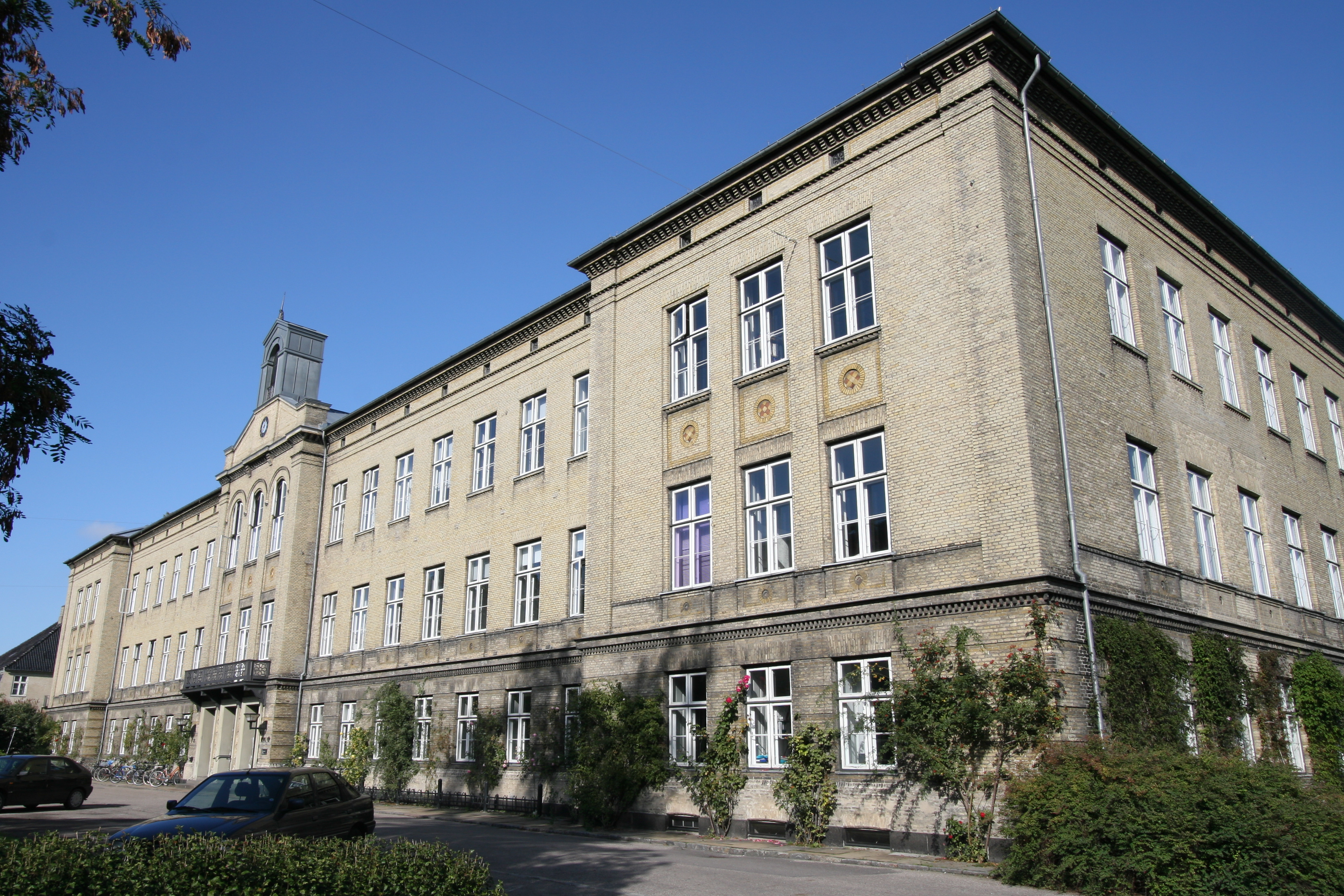
Frederiksberg Campus,
Københavns Universitet, Rolighedsvej

Biovetenskapliga fakulteten för livsmedel, veterinärmedicin och naturresurser (danska: Biovidenskabelige Fakultet for Fødevarer, Veterinærmedicin og Naturressourcer - i dagligt tal blott Det Biovidenskabelige Fakultet eller LIFE) är en fakultet vid Köpenhamns universitet. Före den 1 januari 2007 var det ett självständigt universitet under namnet Den Kongelige Veterinær- og Landbohøjskole (i förkortad form: KVL).
Landbohøjskolen blev upprättad genom lagen av den 8 mars 1856 som en vidareutveckling av Veterinærskolen, vilken som en av Europas första blev etablerad 1773 av P.C. Abildgaard. Idag är fakulteten en internationellt, näringslivsorienterad fakultet som forskar, utbildar och uppfinner inom områden som bioteknologi, livsmedel, hälsa, plantor och naturresurser, energi och miljö, djur, etik och välfärd, politik, ekonomi och tredje världen samt skogs-, lands- och stadsutveckling.